# 大沿阶草
大沿阶草（学名：Ophiopogon grandis）为百合科沿阶草属下的一个种。

## 扩展阅读
維基物種上的相關：大沿阶草